# Mérey-Vieilley
Mérey-Vieilley är en kommun i departementet Doubs i regionen Bourgogne-Franche-Comté i östra Frankrike. Kommunen ligger i kantonen Marchaux som tillhör arrondissementet Besançon. År 2022 hade Mérey-Vieilley 168 invånare.

## Befolkningsutveckling
Antalet invånare i kommunen Mérey-Vieilley
Referens:INSEE